# Horacio Torres
Horacio Amable Torres (ur. ?) – argentyński piłkarz i trener piłkarski.

## Kariera klubowa
Horacio Torres podczas kariery piłkarskiej występował w klubie Sarmiento Junín.

## Kariera trenerska
Po zakończeniu kariery piłkarskiej Horacio Torres został trenerem. W 1963 prowadził reprezentację Argentyny na Mistrzostwa Ameryki Południowej. Na turnieju w Boliwii Argentyna zajęła trzecie miejsce. Ogółem kadrę albicelestes prowadził w 8 meczach, z których 4 wygrał, jeden zremisował i 3 przegrał, przy bilansie bramkowym 20-17. Torres prowadził również kluby. M.in. Deportivo Español, Gimnasia y Esgrima La Plata, San Telmo Buenos Aires.